# Thailändische Badmintonmeisterschaft 1963
Die Thailändische Badmintonmeisterschaft 1963 fand in Bangkok statt. Es war die zwölfte Austragung der nationalen Meisterschaften von Thailand im Badminton.

## Titelträger
| Disziplin    | Sieger                                |
| ------------ | ------------------------------------- |
| Herreneinzel | Sangob Rattanusorn                    |
| Dameneinzel  | Pratuang Pattabongse                  |
| Herrendoppel | Chavalert Chumkum Chuchart Vatanatham |
| Damendoppel  | nicht ausgetragen                     |
| Mixed        | nicht ausgetragen                     |

Anmerkungen
Die genannten Quellen listen im Dameneinzel und im Mixed unterschiedliche Sieger. Das Handbook führt im Dameneinzel Sumol Chanklum  als Meister sowie im Mixed Thongthot Thonglai und Chinda Kangsdan.

## Referenzen
- Annual Handbook of the International Badminton Federation, London, 28. Auflage 1970, S. 297–298.
- badmintonthai.or.th (Memento vom 27. März 2009 im Internet Archive)